# قائمة البعثات الدبلوماسية في ليختنشتاين

شعار إمارة ليختنشتاين

تسرد هذه المقالة البعثات الدبلوماسية المعتمدة في ليختنشتاين . إمارة ليختنشتاين هي واحدة من دولتين فقط ذات سيادة في العالم، والأخرى هي مدينة الفاتيكان،
بدون سفارة أو قنصلية مقيمة داخل أراضيها. ستة وثمانون دولة لديها سفراء معتمدين في ليختنشتاين، ويقيم معظمهم في برن أو فيينا أو برلين .

## القنصليات الفخرية
مقيم في فادوز ما لم يذكر خلاف ذلك 
- النمسا (بلدية مورين)
- بلغاريا (شان)
- Central African Republic (تريسين)
- Chad (Schaan)
- قبرص
- الدنمارك
- الإكوادور (Triesen)
- فنلندا (روغل)
- فرنسا
- ألمانيا (بالزرس)
- المجر
- آيسلندا (Schaan)
- اليابان (Schaan)
- كازاخستان (Ruggell)
- لاتفيا (Balzers)
- ليتوانيا (Triesen)
- لوكسمبورغ (تريسنبيرج)
- مالطا (Schaan)
- المكسيك[2]
- موناكو
- North Macedonia
- هولندا (Schaan)
- بنما
- الفلبين (Bendern)
- روسيا (Ruggell)

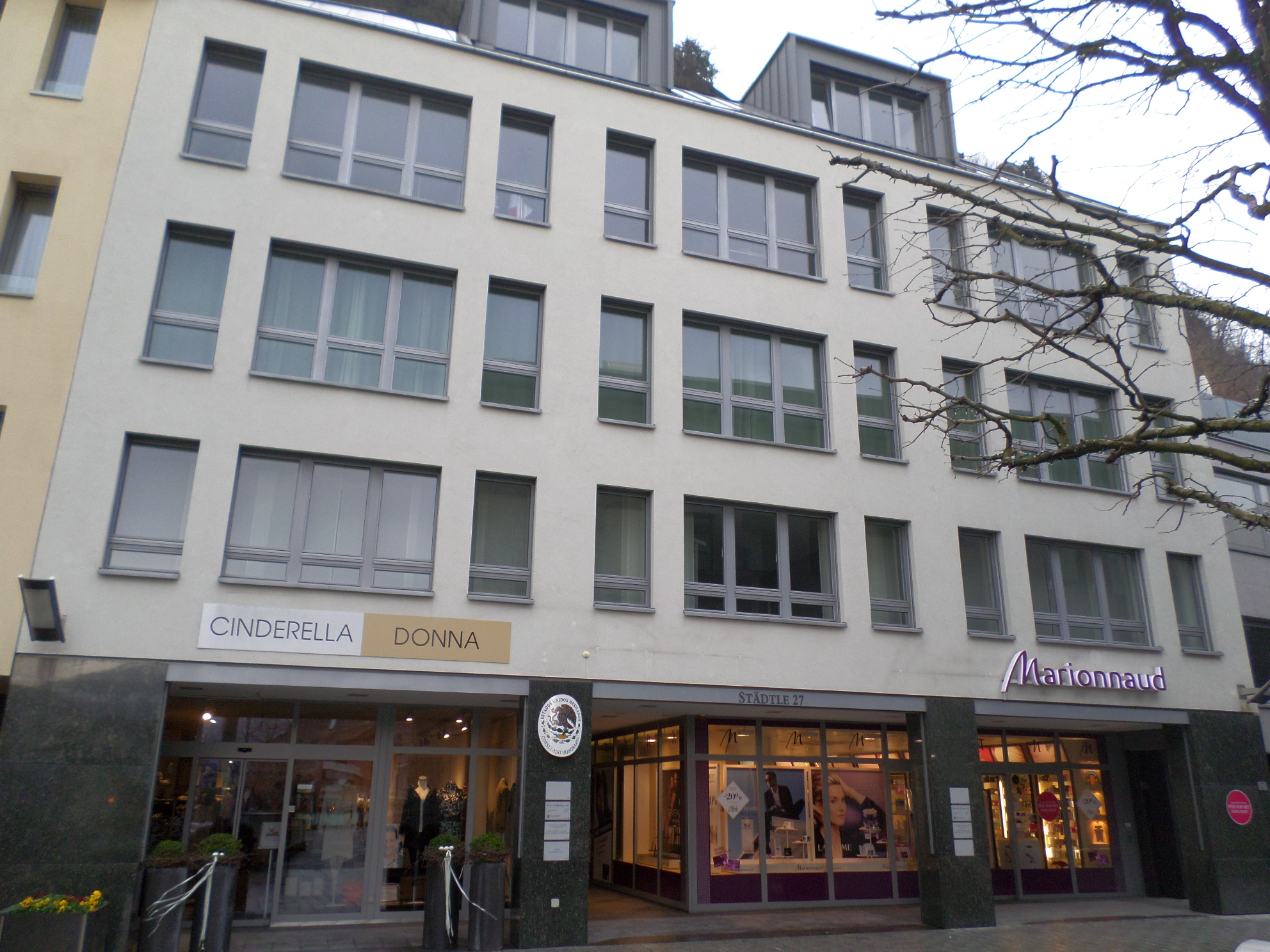
المبنى الذي يضم القنصلية الفخرية للمكسيك في فادوز.

- Saint Vincent and the Grenadines
- السنغال
- كوريا الجنوبية
- إسبانيا (Triesen)
- السويد
- سويسرا
- تركيا[3]

## القنصليات العامة
معتمدة في ليختنشتاين. مقيم في زيورخ ما لم يذكر 
- أستراليا (برلين)
- بلجيكا (برن)
- البرازيل
- الصين
- مصر (Bern)
- فنلندا
- فرنسا
- اليونان
- إيطاليا
- البرتغال
- روسيا (Bern)
- رواندا (كوسناخت)
- سان مارينو (جنيف)
- صربيا
- إسبانيا
- تركيا
- المملكة المتحدة (Bern)

## السفارات غير المقيمة
(مقيم في برن ما لم يذكر خلاف ذلك)
1. ألبانيا
2. الجزائر
3. أندورا (أندورا لا فيلا)
4. الأرجنتين
5. أرمينيا (Berlin)
6. أستراليا (Berlin)
7. النمسا (فيينا)
8. أذربيجان
9. أفغانستان (Vienna)
10. Bahrain (Berlin)
11. بلجيكا
12. Benin (Geneva)
13. البوسنة والهرسك
14. البرازيل
15. بلغاريا
16. جمهورية إفريقيا الوسطى (جنيف)
17. كندا
18. Chad (Berlin)
19. تشيلي
20. كولومبيا
21. كوستاريكا
22. كرواتيا
23. كوبا
24. قبرص (Vienna)
25. جمهورية التشيك
26. الدنمارك (Berlin)
27. الإكوادور
28. مصر
29. European Union
30. فنلندا
31. فرنسا
32. جورجيا
33. ألمانيا
34. اليونان
35. غواتيمالا
36. Guinea (Berlin)
37. المجر
38. Republic of Ireland
39. آيسلندا (جنيف)
40. الهند
41. إندونيسيا
42. إيران
43. إسرائيل
44. إيطاليا
45. اليابان
46. كازاخستان
47. Kosovo[a]
48. كينيا (Geneva)
49. الكويت
50. قرغيزستان (Geneva)
51. لاوس (Geneva)
52. لاتفيا (Vienna)
53. لبنان
54. ليتوانيا (Vienna)
55. لوكسمبورغ
56. جزر المالديف (Geneva)
57. مالي (Geneva)
58. ماليزيا
59. مالطا (فاليتا)
60. المكسيك[4]
61. موناكو
62. منغوليا (Geneva)
63. Montenegro
64. المغرب
65. نيجيريا
66. هولندا
67. النرويج
68. نيوزيلندا (Berlin)
69. كوريا الشمالية
70. مقدونيا
71. النيجر (Geneva)
72. نيكاراغوا (Vienna)
73. قطر
74. باكستان
75. بنما (Paris)
76. Paraguay
77. بيرو
78. الفلبين
79. بولندا
80. البرتغال
81. رومانيا
82. روسيا
83. سيراليون (Geneva)
84. سان مارينو (Geneva)
85. Saudi Arabia
86. صربيا
87. Slovakia
88. إسبانيا
89. سلوفينيا
90. جنوب إفريقيا
91. كوريا الجنوبية
92. Sovereign Military Order of Malta (Vienna)
93. السويد
94. سويسرا
95. السودان (Geneva)
96. تايلاند
97. Togo (Geneva)
98. تركمانستان (Geneva)
99. طاجيكستان (Geneva)
100. تونس
101. تركيا
102. تنزانيا (Geneva)
103. الإمارات العربية المتحدة
104. أوكرانيا
105. المملكة المتحدة
106. الولايات المتحدة
107. الأوروغواي
108. أوزبكستان (Vienna)
109. الفاتيكان
110. فنزويلا
111. فيتنام
112. اليمن (فيينا)

## ملحوظات
| أ. | ^كوسوفو هي موضوع نزاع إقليمي بين جمهورية كوسوفو وجمهورية صربيا. وقد أعلنت جمهورية كوسوفو الاستقلال من جانب واحد في 17 فبراير 2008، ومع ذلك استمرت صربيا في المطالبة كجزء من أراضيها السيادية الخاصة. ثم بدأت الحكومتان في تطبيع العلاقات في عام 2013 كجزء من اتفاقية بروكسل. وقد تم الإعتراف بكوسوفو كدولة مستقلة من قبل 108 عضو من أعضاء الأمم المتحدة من أصل 193 عضو. |

## روابط خارجية
- Diplomatisches und konsularisches Corps - Protokoll der Regierung